# كأس بلجيكا 2010–11
كأس بلجيكا 2010–11 (بالفرنسية: Coupe de Belgique de football 2010-2011)‏ هو الموسم 56 من كأس بلجيكا. أقيم بتاريخ 25 يوليو 2010، وأشرف على تنظيمه الاتحاد الملكي البلجيكي لكرة القدم، وكان عدد الأندية المشاركة فيه 278، وفاز فيه ستاندارد لييج.